# ネットの電話帳
ネットの電話帳（ネットのでんわちょう）とは、示現舎合同会社代表・鳥取ループ（宮部龍彦）が運営しているインターネット電話帳である。旧称は「住所でポン！」。

## 概要
2000年、2007年、2012年のハローページに掲載された固定電話の電話番号、名前、住所が掲載されている。ハローページが市区町村別に五十音順に掲載されているのに対し、ネットの電話帳は小地域（行政区画）別にページが分けられているところが特徴である。また、電話番号、名前で検索することができ、グーグルなどのサーチエンジンを利用した検索も可能である。
主な活用方法として、取材・調査、債権者・債務者探し、配送業務などが挙げられており、他に地域の見守り声掛け活動や、選挙、防災、官公庁の業務などにも活用されているという。実際に、NHK新潟放送局の記者が取材をする際に「住所でポン！」を利用していた。また、NHK災害や事件発生時に、被災地域の住民や事件関係者の連絡先が掲載されたページのアクセスが急増することがある。一方で、新聞の投書欄の投稿者の詳細な住所・電話番号を特定して悪戯をする者がいたことが一時期問題となった（このため、現在はどの社も無断転載禁止を明記している）。
有料版(JPON EXTREME)と、iOS、Androidアプリ版では、1993年から2013年までの電話帳を検索可能であり、延べ600,000,000件程度のデータを検索できるとしている。また、ネットの電話帳の内容を丸ごとコピーし、公開するサイトも登場している。トレンドマイクロは同社の出したレポート「日本のサイバー犯罪アンダーグラウンド」で、アンダーグラウンド市場として、ネットの電話帳の有料版であるJPON EXTREMEを名指ししている。

## 歴史
- 2012年
  - 6月 - 「住所でポン！」という名称でサービスを開始[10]。
- 2015年
  - 5月 - サイト名が「ネットの電話帳」に変更される[11]。

## 裁判
2015年8月14日、運営者の宮部龍彦が京都市の50代の男性からプライバシー権侵害で京都地裁に提訴された。10年以上前にNTTの電話帳から抹消した住所・氏名・電話番号を「ネットの電話帳」に無断公開されて迷惑しているから情報の削除と60万円の損害賠償を求める、というのが原告の主張である。2017年4月25日、京都地方裁判所は原告の訴えを認め、個人情報の削除と5万円の損害賠償を命じたが、2017年5月2日に原告、2017年5月3日に被告の双方が控訴した。控訴審判決は2017年11月16日に下され、宮部はその結果について詳細は明らかにしていないものの、自らの掲示板に「完全敗北しました」と記している。11月28日付で上告したが、後の2018年5月10日に上告を受理しない旨が決定されて判決が確定した。損害賠償金として5万5000円の支払いが宮部龍彦に命じられたが、2019年3月22日まで実際に支払いの請求は行われていないという。
電話帳の掲載情報の利用に法律上の規制はなく、ＮＴＴ西日本の担当者は産経新聞に対し「ハローページは『公開情報』。使用方法について著作権侵害などの不法行為が確認できない限り、規制するのは困難だ」と語っている